# Julija Własowa
Julija Iwanowna Własowa, ros. Юлия Ивановна Власова (ur. 1 maja 1967 w Swierdłowsku) – radziecka i rosyjska łyżwiarka szybka, specjalizująca się w short tracku, wicemistrzyni świata (1991), brązowa medalistka olimpijska (1992).
W marcu 1991 roku wystąpiła na mistrzostwach świata w Sydney, podczas których zdobyła srebrny medal w rywalizacji sztafet (wspólnie z Juliją Ałłagułową, Natalją Isakową i Mariną Pyłajewą). Również w marcu zajęła czwarte miejsce w drużynowych mistrzostwach świata w Seulu, startując z Isakową, Pyłajewą i Ałłagułową.
W lutym 1992 roku uczestniczyła w igrzyskach olimpijskich w Albertville. W zawodach startowała jako reprezentantka Wspólnoty Niepodległych Państw. Wystartowała w dwóch konkurencjach – w biegu na 500 m, w którym zajęła siódme miejsce, oraz w rywalizacji kobiecych sztafet, w której wspólnie z Juliją Ałłagułową, Natalją Isakową i Wiktoriją Taraniną zdobyła brązowy medal olimpijski. W marcu tego samego roku drużyna w tym samym składzie zajęła szóste miejsce na drużynowych mistrzostwach świata w Minamimaki. W marcu 1993 roku zawodniczka zajęła 14. miejsce w wieloboju podczas mistrzostw świata w Pekinie.
Wyróżniona honorowym tytułem Zasłużonego Mistrza Sportu Rosji.